# Montes Lattari
Los montes Lattari constituyen una cordillera en Campania, Italia del sur, la cual constituye el eje principal de la península sorrentina y de la Costa Amalfitana.

## Geografía
Los montes Lattari son la extensión occidental de los montes Picentinos en los Apeninos campanos, extendiéndose hacia el mar Tirreno para formar la península sorrentina. El nombre deriva de los rebaños de cabras que apacientan en el área, los cuales proporcionan una buena calidad de leche (lactis en latín).

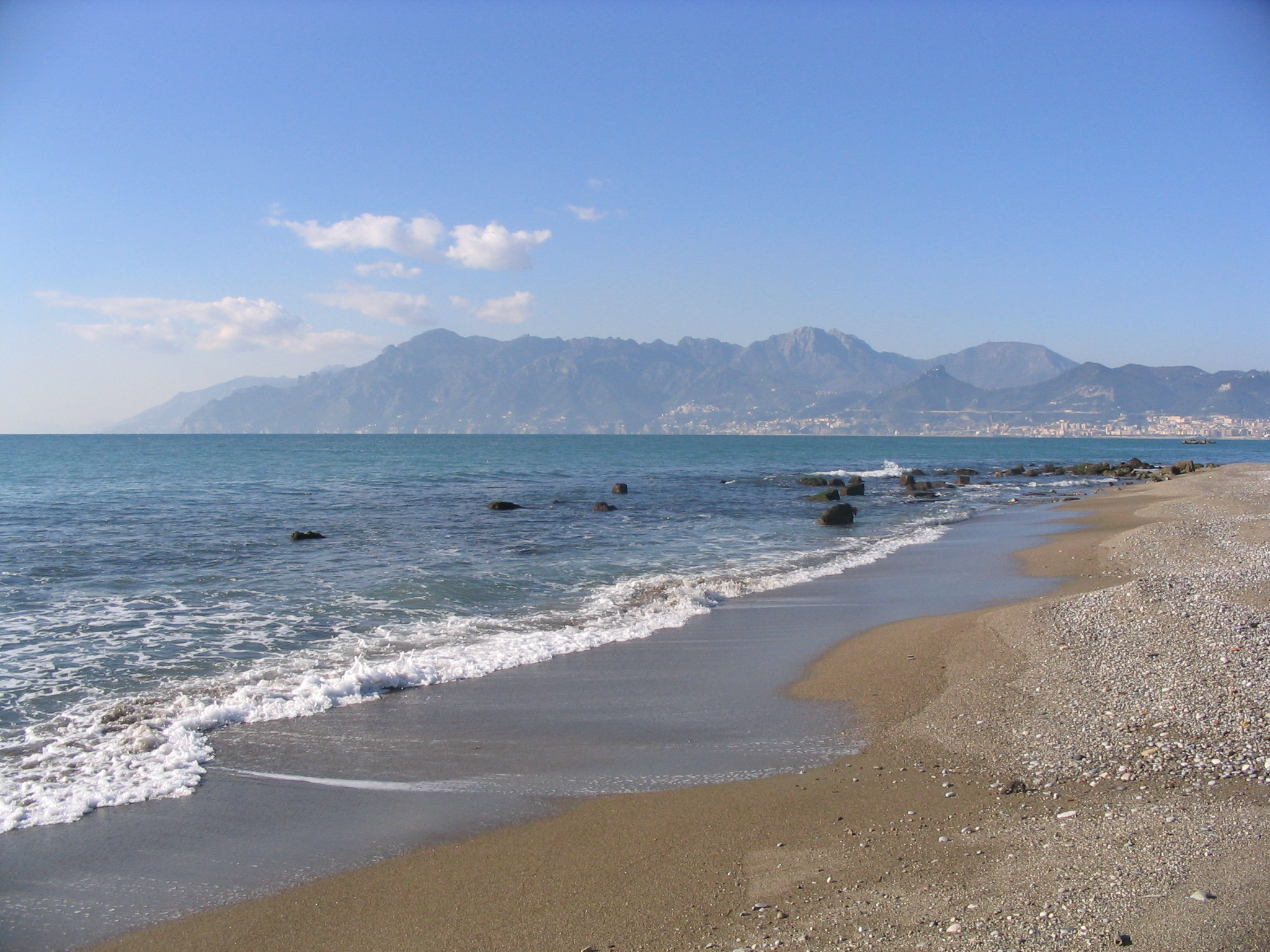
Vista de los montes Lattari desde el golfo de Salerno

La cordillera está acotada al noroeste por el golfo de Nápoles, al norte por la llanura del río Sarno, al este por el valle de Cava de' Tirreni, y al sur por el golfo de Salerno. Las rocas son de formación de caliza, siendo su máxima altitud 1444 m en el monte San Michele. Al norte se encuentra el popular monte Faito, al que se puede acceder por teleférico desde Castellammare di Stabia.